# آمانسیو آمارو
آمانسیو آمارو (به اسپانیایی: Amancio Amaro) (۱۶ اکتبر ۱۹۳۹ – ۲۱ فوریه ۲۰۲۳) بازیکن و مربی فوتبال اهل اسپانیا بود که از سال ۱۹۶۲ تا ۱۹۷۴ میلادی عضو تیم ملی فوتبال اسپانیا بوده و در ۴۲ بازی ملی حضور داشته‌است. او در بازی‌های ملی‌اش ۱۱ گل به ثمر رساند.

## درگذشت
آمانسیو در تاریخ ۲۱ فوریه ۲۰۲۳ در مادرید در سن ۸۳ سالگی درگذشت.